# Cyclopogon pringlei
Cyclopogon pringlei är en orkidéart som först beskrevs av Sereno Watson, och fick sitt nu gällande namn av Soto Arenas. Cyclopogon pringlei ingår i släktet Cyclopogon, och familjen orkidéer. Inga underarter finns listade i Catalogue of Life.